# Салинский, Станислав Мария

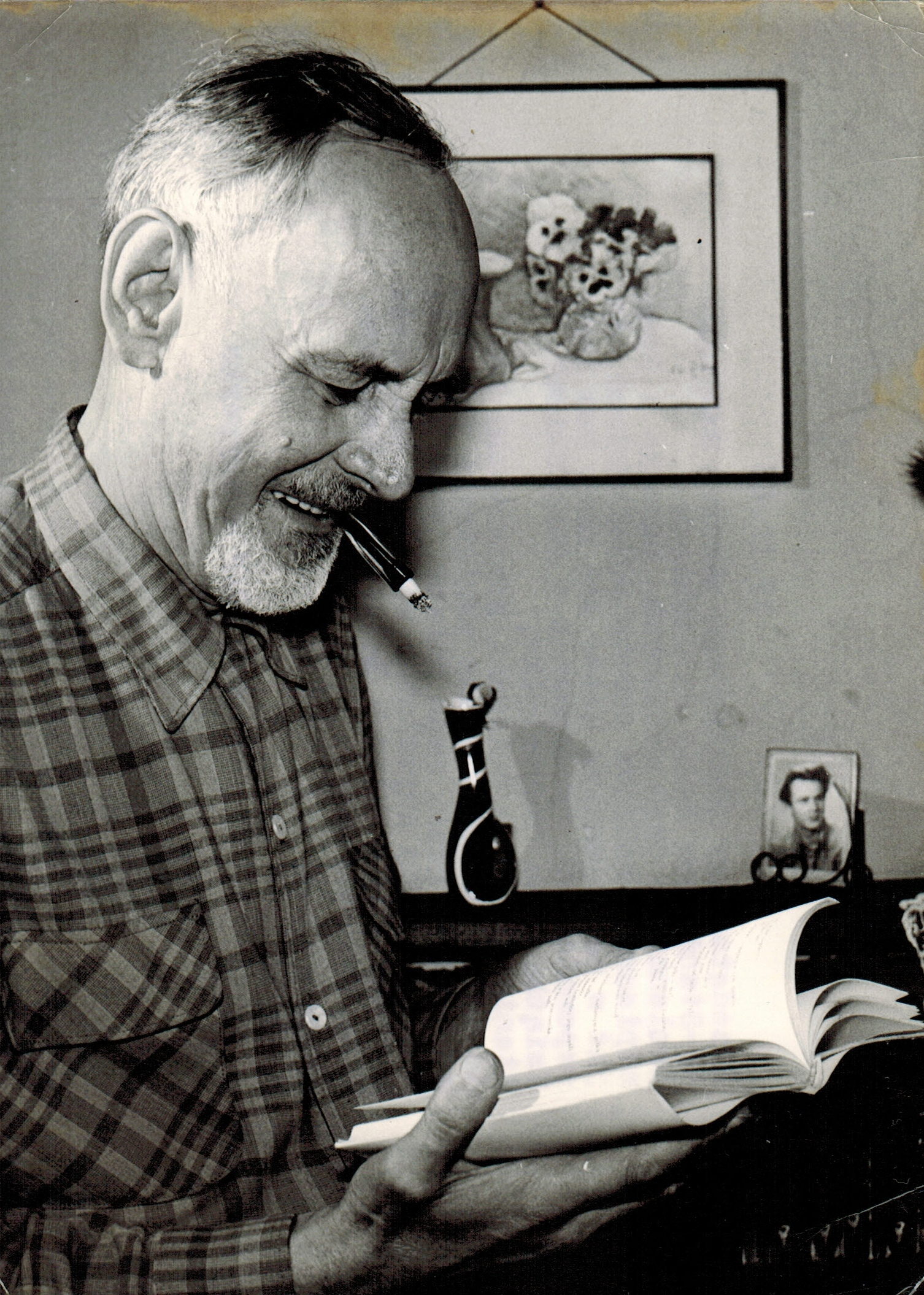
Станислав Мария Салинский, 1963.

Станислав Мария Салинский (польск. Stanisław Maria Saliński, 13 февраля 1902 года, село Новокиевское (ныне Краскино), Янчихинская волость, Южно-Уссурийский уезд, Приморская область, Российская империя – 15 октября 1969 года, Варшава, Польша) – польский писатель, журналист.

## Биография
Родился 13 февраля 1902 года  на юге Дальнего Востока, в селе Новокиевском, в польской семье. Отец – Станислав Иванович Салинский (польск. Stanisław Saliński, syn Jana), уроженец деревни Крыск, Плонского уезда, Плоцкой губернии (Царство Польское, Российская империя), выпускник юридического факультета Императорского Санкт-Петербургского университета, в 1897 году назначен мировым судьей 3-го Посьетского участка Владивостокского окружного суда в урочище Новокиевское. Мать – Юлия Павловна Пшеборская (польск. Julia Przeborska, córka Pawła), уроженка города Николаева, Херсонской губернии (Российская империя), дочь врача Черноморского флота Павла Пшеборского и происходившей из шляхетского рода Марии Меленевской; сестра математика Антона Павловича (Антония Бонифация) Пшеборского.
Детство провел на корейско-маньчжурско-российском пограничье – в селе Новокиевском на реке Янчихе (ныне Цукановка), на северном берегу бухты Экспедиции залива Посьета. Около 1911 года семья перебралась во Владивосток, поселившись в центре города, на Светланской. В 1919 году окончил восьмилетнюю мужскую гимназию при Восточном институте во Владивостоке. Во время учебы в гимназии (1917–1918) посещал ускоренные вечерние курсы при мореходном училище, тогда же в рамках мореходной практики побывал в своем первом рейсе, на Камчатку. В последующие годы во время каникул плавал на судах «Добровольного флота». В 1919–1920 годах учился в мореходном училище дальнего плавания. Из приобретенного опыта впоследствии черпал материал для своих произведений. В 1920–1921 годах отучился один семестр на филологическом факультете Дальневосточного университета.
В юношеском возрасте интересовался культурной жизнью города, бывал в театре-студии Литературно-художественного общества «Балаганчик», пробовал свои силы в публицистике и поэзии. В частично утраченной записной книжке тех лет сохранились фрагменты юношеских стихов – «поэмы, отрывки сонетов и мадригалов и черт знает что еще», названные зрелым писателем «никуда не годными». Раннюю прозу и стихи публиковал в 1918–1920 годах в журнале «Творчество», в том числе под псевдонимом «Станислав Бобинский».
В 1921 году Салинский перебрался в Варшаву. В 1922 году за ним последовали его родители (отец умер в дороге, на борту парохода) и младший брат Ян. В Польше изучал право (1922–1923) и полонистику (1924–1925) в Варшавском университете (по другим источникам, учился на юридическом (1921–1923) и философском (1924–1925) факультетах Варшавского университета), в 1925–1927 годах продолжил обучение в Высшей школе журналистики. Одновременно (до 1928) работал столичным корреспондентом журнала Dziennik Bydgoski.

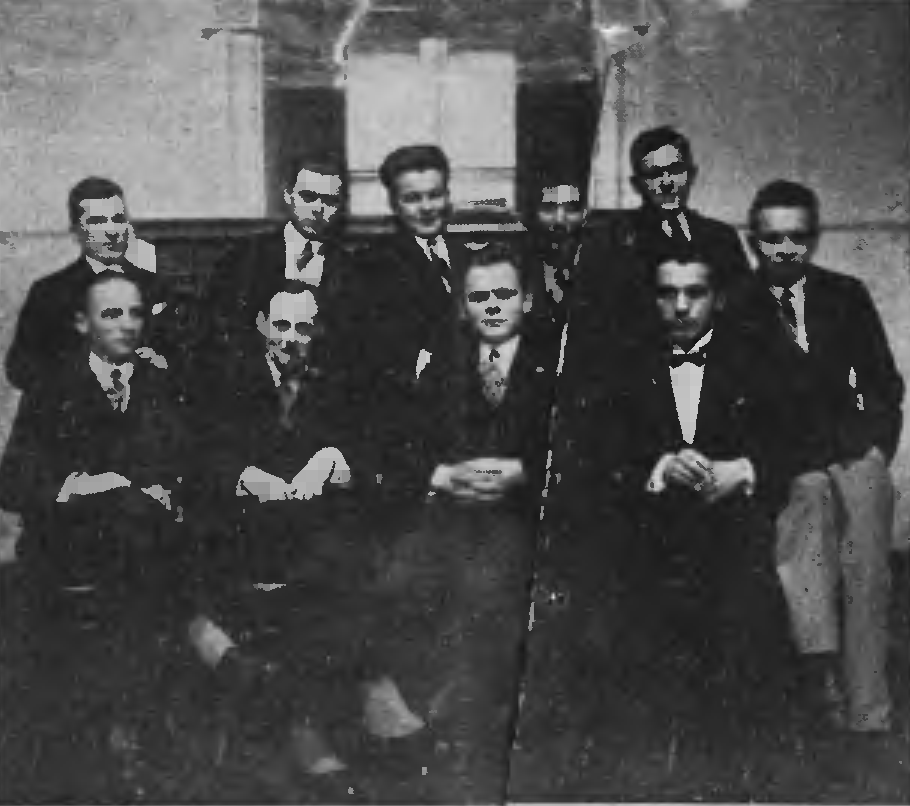
Группа "Квадрига". Салинский второй слева в нижнем ряду.

В 1925 году занял первое место в конкурсе Кружка полонистов при Варшавском университете, на который представил свой первый рассказ на польском языке «Пальмы, бананы и фазаны» (Palmy, banany i bażanty, в 1927 году опубликован в издании Nowina).
Во время учебы в университете был членом студенческого литературного кружка, где сблизился с Константы Ильдефонсом Галчинским (с которым его связала крепкая дружба), Збигневом Униловским и другими будущими участниками «Квадриги» – литературной группы, объединенной вокруг одноименного журнала (1927–1931). Будни варшавской богемы рубежа 20–30-х годов Униловский представил впоследствии в повести «Общая комната» (Wspólny pokój, 1932), где Салинский появляется под именем «Дедуся» (польск. Dziadzia).
Ободренный первым успехом, опубликовал в периодических изданиях еще несколько рассказов. В 1926 написал на конкурс издательства Gebethner i Wolff рассказ «Любовь капитана Паара» (Miłość kapitana Paara), выигравший главный приз и опубликованный в журнале Naokoło świata. По предложению того же издательства в 1928 году выпустил свой первый сборник – «Морские рассказы» (Opowieści morskie), принесший ему признание и известность и выдержавший впоследствии три переиздания (последнее под измененным названием «О Бартломее Климе и гавайских гитарах» – O Bartłomieju Klimie i hawajskich gitarach).
В 1929–1930 годах в качестве стажера совершил два рейса по Средиземному морю на пароходе Niemen, в итоге отказавшись от идеи связать свою профессиональную жизнь с морем, сделав выбор в пользу журналистики. В 1930 году принят штатным сотрудником в одну из редакций, размещавшихся в варшавском Доме печати. Согласно другим источникам, в Доме прессы работал с 1927 года. Возможно, к устройству на постоянную работу его подтолкнула женитьба в том же году на художнице Марии Веппо (польск. Maria Weppo).
В последующие годы работал в изданиях Kultura, Express Poranny, Kurier Czerwony и других редакциях Дома печати, пройдя путь от корректора, технического редактора, рядового сотрудника до начальника отдела и секретаря редакции.
Начал публиковать в периодике рассказы и романы с продолжением («За пятнадцать минут до смерти» (Kwadrans przed śmiercią, 1932–1933) под своим именем, «Человек со шрамом» (Człowiek z blizną, 1935) под псевдонимом Юзеф Северын (польск. Józef Seweryn) в газете Kurier Czerwony и др.).

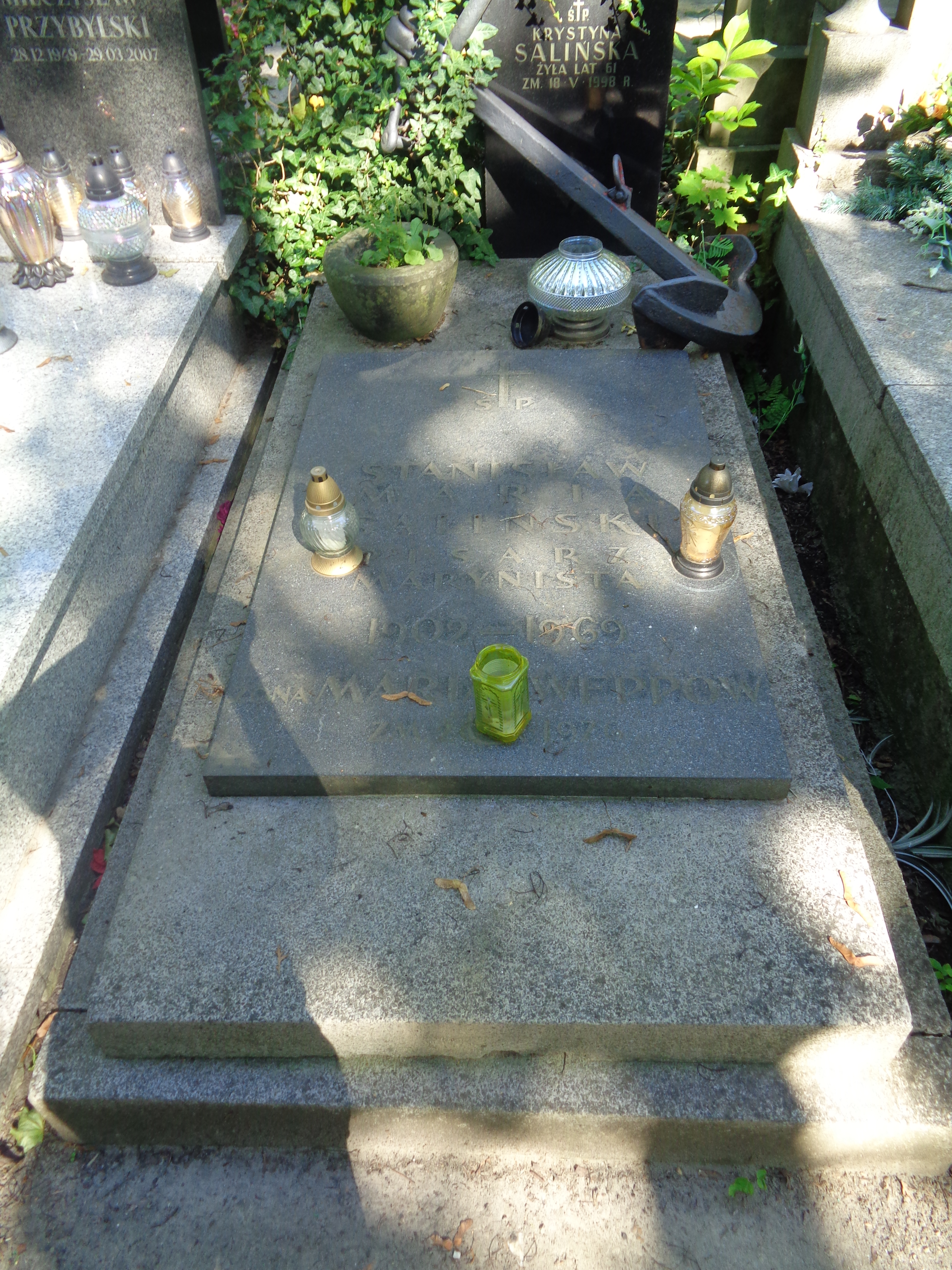
Могила С.М. Салинского на кладбище Повонзки в Варшаве.

В время немецкой оккупации, в августе 1940 года, опасаясь ареста перебрался в Люблин, а затем вместе с женой и детьми (10-летним Станиславом и 5-летним Павлом) – в расположенную неподалеку деревню Милеюв, где до 1945 года работал на мармеладной фабрике. В этот период работал над дальневосточной трилогией, действие которой разворачивается в годы революции во Владивостоке и окрестностях. Первый том, «Иероглифы» (Hieroglify), увидел свет только в 1957 году, второй – «Анна из камня» (Anna z Kamienia) – в 1962, третья же повесть, «Кровь Кореи» (Krew Korei), которую Салинский писал карандашом на бумажных пакетах из-под сахара, была утрачена.
В 1945 году вернулся в Варшаву и к журналистской работе: сначала в редакции газеты Głos Ludu, а затем в первой послевоенной вечерке Express Wieczorny, в которой был секретарем редакции до 1956 года. Здесь и в ряде других изданий под псевдонимом Ежи Северын (польск. Jerzy Seweryn) публиковал пользующиеся популярностью повести с продолжением. Две из них, из жизни современной Варшавы, впоследствии вышли отдельными книгами (1946): «Барбара, врешь!» (Barbaro, kłamiesz) и «За одну твою улыбку, Иоанна…» (Za jeden twój uśmiech, Joanno…). Переводил с русского, в частности, в 1950 в переводе Салинского вышла книга Владимира Арсеньева «Встречи в тайге». В 1956–1967 годах работал в редакции газеты Słowo Powszechne.
В 1963 году выходит второй сборник морских рассказов «Прощание с Пасификом» (Pożegnanie z Pacyfikiem), а в 1964 и 1966 – два тома воспоминаний: «Птицы возвращаются в сны» (Ptaki powracają do snów) о приморских детстве и юности и «Варшавский лонг-плей» (Long-play warszawski) – автобиографическая повесть о жизни интеллигенции в межвоенной Варшаве.
В 60-е годы был связан со Щецином, неоднократно бывал в этом городе и активно участвовал в жизни щецинского Клуба маринистов. Работал над повестью о современном Щецине. Тяжелая болезнь помешала осуществить эти планы. Писатель похоронен на Повонзковском кладбище в Варшаве.

## Произведения

### Книги
Opowieści morskie. Cykl nowel, z przedmową Z. Dębickiego, Warszawa 1928.
Pod banderą Syreny, Warszawa 1934.
Opowieści morskie, z przedmową K. Wyki, Warszawa 1947.
O Bartłomieju Klimie i hawajskich gitarach, Gdynia 1957.
Hieroglify, Warszawa 1957.
La Paloma, Warszawa wyd. I 1959, wyd. II 1967.
Jedenasty list Kamilli Colon, Gdynia 1959.
„Nora” wychodzi w morze, Gdynia 1962.
Anna z Kamienia, Warszawa 1962.
Pożegnanie z Pacyfikiem. Opowiadania, Warszawa wyd. I 1963, wyd. II 1965.
Ptaki powracają do snów, Warszawa wyd. I 1964, wyd. II 1974.
Long-play warszawski, Warszawa 1966.
Opowieści o czarnym księżycu Pelau, Katowice 1971.
Utwory wybrane, wyboru dokonał i wstępem opatrzył L. Prorok, Gdańsk 1972.

### Издания на русском языке
Станислав Мария Салинский. Птицы возвращаются в сны. Повесть-явь. Повесть-сон. Пер. с польск. Андрея Сапелкина; ред. Александр Брюханов. – Владивосток: Валентин, 2015.
Станислав Мария Салинский. Варшавский лонг-плей. Пер. с польск. Ольги Морозовой; ред. Ирина Адельгейм. – СПб.: Алетейя, 2019.

### Переводы
Владимир Арсеньев Встречи в тайге (1950)
Борис Бедный  Комары (1951)
Илья Эренбург  Оттепель ч. II (1956)
1. ↑  В Сведениях о личном, семейном и имущественном положении и. д. старшего нотариуса Станислава Ивановича Салинского, отца писателя, указано, что сын Станислав родился 13 февраля 1899 года. Сам писатель впоследствии указывал в качестве года рождения 1902, та же дата фигурирует в записи акта о смерти Станислава Салинского.
2. ↑  Кн. 2: Памятная книжка и адрес-календарь Приморской области на 1897 год // Памятные книжки Приморской области. В 17 кн. Репр. изд. 1897 года. — СПб.: Альфарет, 2010. Архивировано 5 февраля 2021 года.
3. ↑  В.В. Крестьянников. Врачи Черноморского флота в Крымскую войну // Историческое наследие Крыма: сб. ст. — Симферополь: ООО "Антиква", 2016. — С. 33. Архивировано 25 апреля 2021 года.
4. ↑  А. Сапелкин. Птица счастья Станислава Салинского // С.М. Салинский. Птицы возвращаются в сны. Пер. с польск. А. Сапелкина; ред. А. Брюханов. — Владивосток: Валентин, 2015. — С. 8.
5. 1 2  Stanisław Telega. O pisarstwie Stanisława Marii Salińskiego (пол.) // Rocznik Kultury i Sztuki Almanach Szczeciński. — 1965.
6. ↑  Leszek Prorok. Przedmowa (пол.) // Stanisław Maria Saliński. Utwory Wybrane. — Gdańsk: Wydawnictwo Morskie, 1972. — T. I.
7. 1 2 3 4 5  Współcześni polscy pisarze i badacze literatury. Słownik bibliograficzny (пол.). — Warszawa: WSiP, 2001. — Т. 7. — С. 173.
8. 1 2 3  С.М. Салинский. Птицы возвращаются в сны. Пер. с польск. А. Сапелкина; ред. А. Брюханов. — Владивосток: Валентин, 2015.
9. 1 2 3 4 5  Joanna Gajowiecka-Misztal. Przez teksty Stanisława Marii Salińskiego (пол.). — Kraków: Universitas, 2012.
10. ↑  Станислав Бобинский. Революция в науке // Творчество. Журнал культуры, искусства и социального строительства. — 1920. — Июль (№ 2).
11. ↑  Stanisław Maria Saliński. Palmy, banany i bażanty (пол.) // Nowina: dwutygodnik ilustrowany. — Warszawa-Poznań-Kraków-Wilno-Łódź, 1927. — 1 lutego (nr 2). Архивировано 7 февраля 2021 года.
12. ↑  Официальный сайт Константы Ильдефонса Галчинского (пол.). Дата обращения: 31 января 2021. Архивировано 12 мая 2021 года.
13. ↑  Stanisław Maria Saliński. Miłość kapitana Paara (пол.) // Naokoło świata. — 1926. — Nr 27. — S. 25-50.
14. ↑  Предисловие к сборнику написал известный критик Здзислав Дембицкий, отметивший, что хотя польский язык – еще и не совсем освоенная автором материя, его ждет большое писательское будущее: «В литературу он [Салинский] входит как писатель многообещающий. В нем есть сила, есть энергия слова, смелость говорить правду о жизни, которую он познавал не в больших городах и литературных кафе, а под открытым небом, на котором светят звезды, проводники моряков. <…> Он еще не вполне овладел умением художественного писательства, еще не совсем освоился с языком, который не всегда ему послушен, поскольку долгие годы ему мешала чужая речь, но талант в нем несомненный, а стремление преодолевать преграды – исключительное» (Zdzisław Dębicki, Przedmowa [w:] S.M. Saliński. Opowieści morskie. Cykl nowel. Warszawa: Gebethner i Wolff, 1928, s. VII-VIII).
15. ↑  Jan Kordel. Korespondencja Stanisława Marii Salińskiego z Januszem Stępkowskim w latach 1945–1967 (пол.) // Rocznik Gdański. — 1979. — T. 39 zeszyt 2. — S. 171.
16. ↑  Arsenjew Władimir. W tajdze / Przeł. S.M. Saliński. — Warszawa, 1950.
17. ↑  Игорь Белов. От Броневского до Токарчук. Переводы польской литературы на русский язык в 2019 году. culture.pl (3 января 2020). Дата обращения: 2 февраля 2021. Архивировано 9 февраля 2021 года.
18. ↑  Cecylia Judek. "Jutro w Szczecinie" Stanisława Marii Salińskiego - powieść, która nie powstała (пол.) // Bibliotekarz Zachodniopomorski. — Szczecin, 1991. — Nr 3-4 (84).